# Schwarzenbach, Motnica
Schwarzenbach je naselje v Občini Motnica v Okraju Šentvid ob Glini na Koroškem v Avstriji.